# 酒石酸二乙酯
酒石酸二乙酯是一种有机化合物，化学式为(HOCHCO2C2H5)2，能视为一分子酒石酸与二分子乙醇形成的酯，能用于合成TADDOL。